# Endocomia macrocoma
Endocomia macrocoma är en tvåhjärtbladig växtart. Endocomia macrocoma ingår i släktet Endocomia och familjen Myristicaceae.

## Underarter
Arten delas in i följande underarter:
- E. m. longipes
- E. m. macrocoma
- E. m. prainii